# Temnora inornatum
Temnora inornatum är en fjärilsart som beskrevs av Rothschild 1894. Temnora inornatum ingår i släktet Temnora och familjen svärmare. Inga underarter finns listade i Catalogue of Life.